# Hazas de Cesto
Hazas de Cesto är en kommun i Spanien.  Den ligger i den autonoma regionen Kantabrien i norra delen av landet, 300 km norr om huvudstaden Madrid. Antalet invånare är 1 867 (2024). Arean är 21,88 kvadratkilometer.